# Коваленко, Дмитрий Анатольевич (капитан 2-го ранга)
Дмитрий Анатольевич Коваленко (укр. Дмитро Анатолійович Коваленко) — украинский военачальник, капитан 1-го ранга. Командир 5-й бригады надводных кораблей ВМС Украины. Командовал десантным кораблём «Константин Ольшанский» во время блокады украинского флота на Донузлаве.

## Биография
В 2000 году окончил Севастопольский военно-морской институт имени П. С. Нахимова.
С января 2002 года проходил службу на десантном корабле «Кировоград» в качестве старшего помощника. Летом 2007 года назначен командиром судна. Участвовал в учениях Си Бриз. Позже стал командиром десантного корабля «Константин Ольшанский» .
Во время аннексии Крыма в марте 2014 года украинский флот оказался заблокирован Черноморским флотом Российской Федерации в заливе Донузлав. На выходе из залива был затоплен списанный большой противолодочный корабль «Очаков» и несколько меньших судов. После захвата штаба Южной военно-морской базы Украины в Новоозёрном корабли ВМС Украины, среди которых был и «Константин Ольшанский», вышли на середину залива с целью предотвращения захвата.
24 марта 2014 года «Константин Ольшанский» использовал дымовые завесы, однако всё-равно был захвачен российскими военнослужащими с баркаса U8301. На момент захвата корабля из 120 человек экипажа осталось лишь 21 военнослужащий.
В апреле 2014 года Коваленко руководил выводом из Крыма в Одессу десантного корабля «Кировоград» в качестве капитана. После возвращения на материковую Украину Юрий продолжил службу в ВМС Украины и был назначен командиром 5-й бригады надводных кораблей ВМС Украины (с 2018 переформирована в 29-й дивизион надводных кораблей) в Очакове.
В конце сентября 2018 года являлся командиром похода корабля управления «Донбасс» и буксира «Корец» из Одессы в Мариуполь через Керченский пролив.

## Личная жизнь
Жена — Ольга является уроженкой посёлка Ольшанское, Николаевской области. Дочь — София, сын — Ярослав. Дмитрий является собственником квартиры в Новоозёрном и земельного участка в Николаевской области. Также он владеет автомобилями SsangYong Rexton (2008 года выпуска) и ЗАЗ-1103 Славута (2004 года выпуска).